# Élő kommunikáció (Live Communication)

## Definíció
Az élő kommunikáció vagy élő kommunikáció a kommunikációs célú rendezvényszervezés (esemény marketing) legújabb és legkifejezőbb 21. századi elnevezése. Az élő kommunikáció egy márka, szolgáltatás vagy termék, valódi, személyes jelenléten alapuló élmény és tartalom központú kommunikációs (vagy marketing) tevékenysége.

## Áttekintés
Az élő kommunikáció elnevezés abból ered, hogy a többi kommunikációs eszközhöz képest jellemzően közvetlenebb (élő) kapcsolat van a márka és a célcsoport között és valóban személyesen átélhetővé teszi a márkaélményt. A rendezvény ebben az esetben a márka fizikai megvalósulása, élő találkozása a célcsoporttal.
A rendezvényszervezés megnevezés általános megközelítése minden rendezvényt egy fogalom alatt kezel (tömegsport-rendezvények, kulturális rendezvények, protokolláris fogadások, esküvők stb.) és első sorban a szervezési folyamatokra utal. Míg az „élő kommunikáció” vagy „Live Communication” kifejezés a rendezvények, események illetve a rendezvényszervező tudást és kompetenciákat igénylő marketing és kommunikációs aktivitások megvalósulására utal és a márka vagy a vállalat kommunikációs céljainak teljesítését segíti elő, legyen szó külső vagy belső kommunikációról.

## Az élő kommunikáció fontossága
Az ELTE és a CEU babalaborjaiban vizsgálták a kisgyermekkori kognitív fejlődés jellegzetességeit és stációit, amiből a felnőttekkel kapcsolatban is következtetéseket vontak le. (link). A kutatás egyik legfontosabb megállapítása, hogy a multimédia nem tudja felváltani a személyes jelenlétet. A kutatók rámutattak arra, hogy „a pedagógia alapja a szemtől szembeni figyelemirányítás, a hús-vér emberi kapcsolatok.” A kommunikáció lényege pedig a befolyásolás, az irányítás, ha úgy tetszik a figyelemirányítás.
Az „élő kommunikációs” megközelítés azon a tényen alapul, hogy az emberek jobban emlékeznek arra, amit megtapasztalnak és átélnek. Az érzelmi töltet és inger jelentősen befolyásolja a márkáról, szolgáltatásról, vagy termékről az emberben kialakuló képet. Az élő kommunikáció eszközével, mélyebb benyomást (márkaélményt) lehet elérni.

## A közösségi média hatása az élő kommunikációra
A 21. században, a közösségi média elterjedésével a kommunikációs célú rendezvények szervezőinek már nem elég arra figyelniük, hogy az eseményeken az üzenetek célba érjenek, hanem arra is figyelniük kell, hogy ez az üzenet, hogyan szivárog át a kommunikációs tér más elemeire. Egy márka megjelenése (legyen szó promócióról, kiállításról, konferenciáról, vagy bármely más eseményről), már nem áll meg térben és időben, hanem célcsoporttól függetlenül, azonnal megjelenik a social média felületein, kép, videó, vagy élménybeszámoló formájában. Éppen ezért az élő kommunikációval foglalkozó rendezvényszervezőknek a célcsoport mellett a közösségi média trendjeit és sajátosságait is ismerniük kell.

## Az élő kommunikáció fajtái
A márka vagy a vállalat kommunikációs célú eseményeit a célcsoport alapján különböző kategóriákba sorolhatjuk (Külső kommunikációs – B2B, B2C – események, Belső kommunikációs események), azon belül pedig az esemény típusát tekintve különböző fajtáit közelítjük meg. Amely mindegyikben közös, hogy kommunikációs céllal jönnek létre és kommunikációs szakértelem mellett rendezvényszervezési kompetenciákat is igényelnek.

### B2B (Business to Business)

#### Konferencia
Egy cég vagy márka megbízásából meghatározott témában létrejövő szakmai esemény. A megbízó cég, vagy márka általában saját szakmai megítélésének erősítésére, és egy általa szakértőként képviselt témában szervezi, ügyfelei vagy partnerei számára, előfordul, hogy a konkurencia számára. A konferencia ereje a személyes jelenlétben és a azonnali kétoldalú kommunikációban rejlik.

#### Ügyfélesemény
Ügyfélparty-k vagy gálavacsorák egyaránt kerülhetnek ebbe a kategóriába. Elsődleges célja, hogy a márkával, vagy vállalattal élőben találkozzanak az ügyfelek és kellemes maradandó márkaélménnyel távozzanak. Az esemény apropójául szolgálhat egy változás bejelentése, egy születésnap megünneplése, esetleg év záró vagy év indító esemény. Az esemény célja lehet az üzleti kapcsolatépítés elősegítése a cég és ügyfelei, vagy csak az ügyfelek között.

#### Kiállítás
Egy márka, termék vagy szolgáltatás számára, szakmai bemutatkozási lehetőség, és alkalom a személyes kapcsolat kialakítására. Egy kiállításon megjelenhet, mint egyedi kiállító, ekkor a kommunikációs céllal összefüggésben egyedi standot és márkaaktivitást célszerű használni. Emellett egy márka vagy cég lehet az egész kiállítás szervezője is, azzal a céllal, hogy a szakmával kapcsolatot tartson és lehetőséget biztosítson minden partnerének (és akár konkurensének) is a bemutatkozásra és a személyes kapcsolatépítésre. A kiállítások lehetnek szigorúan üzleti partnereknek szóló szakmai vagy végfelhasználóknak (fogyasztóknak) szóló kiállítások is. A kiállítás gyakran szakmai konferenciával és sajtóeseménnyel is párosul.

### B2C (Business to Consumer)

#### Promóciós esemény
A márka ismertségének növelésére, hosszú távú image alakítására, és legfőképp az értékesítés elősegítésére létrejövő eseménysorozat, vagy létrejöhet adatbázis gyűjtésre is. Ez lehet sok alkalmas roadshow, lehet pár fős hostess aktivitás is, a legfőbb cél, hogy a márka személyes jelenléttel, azonnali márkaélményt és tapasztalást nyújtson a fogyasztói számára.

#### Szponzorációs megjelenés
A márkák márkaértékeik és kommunikációs céljuk alapján gyakran együttműködnek más területeken működő márkákkal. Ezek lehetnek fesztiválok, konferenciák, zenekarok, vagy bármilyen olyan lehetőség, ahol a szinergiákat kihasználva a márkák, hatékonyabban tudják eljuttatni üzeneteiket. Az élő kommunikáció ezeknek az együttműködéseknek a jobb kiaknázását teszi lehetővé a márka aktiválás eszközével. Lehetőséget teremt, hogy a márka élőben találkozzon a célcsoportjával.

#### Sajtóesemény
A Public Relation (PR) klasszikus eszköze a sajtónak szóló események. Az információs társadalom kialakulásával a hírek szerepe is átalakult. Ennek köszönhetően a sajtónak szóló események is élő kommunikációs szemléletet igényelnek, hiszen sok márka él ezzel a módszerrel és ki kell tűnnie. Emlékezetessé kell tenni az eseményeket, el kell érni, hogy a márka találkozása az újságírókkal pozitív és tartós márkaélményt eredményezzen és a kommunikációs üzenet is átmenjen. A klasszikus sajtótájékoztatók mellett, bármilyen más eseménnyel átfedésben (konferenciák, termékbemutatók, kiállítások) is megvalósulhat sajtó esemény, bár erre a sajtónyilvános esemény kifejezés az általánosan elfogadott.

#### Termékbemutató
Egy termék, vagy szolgáltatás bevezetésének fontos eleme. Ezek az események célcsoportonként eltérhetnek (kollégáknak történő termékbemutatás, sajtónak történő termékbemutatás, vagy fogyasztóknak történő bemutatás). Ami mindegyikben közös, hogy ez a termék, a márka, vagy a szolgáltatás első nyilvános megjelenése, ezért kiemelt fontosságú az első benyomás. Az élő kommunikáció eszközével ezt a benyomást lehet elmélyíteni.

### Belső kommunikáció

#### Employer branding események
A munkaerőpiaci társadalami és generációs igények változásának köszönhetően az employer branding szerepe felértékelődött a vállalati belső kommunikációban. Ennek fontos elemei az élő kommunikációs események, ahol a vállalati márka személyesen élőben találkozik a vállalat dolgozóival. Ugyanakkor az események az employer branding vonatkozásában nem csak belső kommunikációra, hanem külső kommunikációra is kiválóan használható eszköz, például a leendő munkavállalók megszólítására, a vállalati márkaélmény átadására (például kiállításokon megjelenés, toborzási célú megjelenések, szponzorációs megjelenések)

#### Dolgozói konferencia
Konferenciát nem csak a partnereknek, fogyasztóknak szervezhetünk a vállalat vagy cég kollégának is (szoros összefüggésben az employer brandinggel). Ezeken az eseményeken kiemelt szerep jut a belső kommunikációs információk átadásának, és egyre fontosabb a kétoldalú kommunikáció lehetősége (a dolgozók azonnali visszajelzéseket adhatnak, és azonnal választ kapnak kérdéseikre).

#### Díjátadások
A cégek fontos motivációs eszköze a kiemelkedő dolgozók díjazása. Ez ma már nem csak dicsérő szavakat és pénzjutalmat jelent, de külsőségekben is egyre fontosabb, hogy ezek a díjak figyelmet és presztízst kapjanak. Az élő kommunikáció szerepe egyre fontosabb ezen a területen is, hisz ahhoz, hogy a díjak beváltsák a szerepüket, hogy erősítsék az elköteleződést nem csak szavakban kell kifejezni a megbecsülést. Ezeken a díjátadásokon nem csak a cég vezetői, de maga a márka is élőben találkozik a célcsoportjával.

#### Nem szakmai jellegű események
A dolgozói party-k és akár sport és családi napok, mind a vállalati márka találkozásai a kollégákkal. Kiemelt figyelmet kell rá fordítaniuk a cégeknek, hogy a szórakoztatás és a kikapcsolódás valódi jutalomként jelenjen meg a munkatársak számára. Az általános szórakoztató és kikapcsolódási céllal létrejövő események mellé általában egyéb kommunikációs tartalmú üzenet és cél is társul, amelyet így a kollégák nem szakmai környezetben, könnyed laza környezetben személyesen megtapasztalva élnek át. 

### Egyéb márkaaktivitás
Minden olyan egyedi megoldás, amely a fent felsorolt kategóriákba nem illeszthető be, de kommunikációs céllal jönnek létre és rendezvényszervezési tapasztalatot és kompetenciákat igényelnek (pl gerillamarketing eszközök). 
Fontos megjegyezni, hogy a különböző kategóriák átfedésben is lehetnek, példásul egy belső kommunikációs esemény, lehet termékbemutató és díjátadó is egyben, ahogy egy konferencia is záródhat gálavacsorával, vagy egy külső kommunikációs esemény lehet egyben employer branding esemény is, és így tovább.

### Az élő kommunikáció magyarországi története

#### 90-es évek
A 90-es években alakultak az első rendezvényszervezéssel működő vállalkozások Magyarországon. Akkoriban még többnyire nem kommunikációs, hanem szórakoztatási feladatokra alkalmazták őket a cégek. Leginkább gálavacsorák, ügyfélpartyk és dolgozói rendezvényeket szerveztek. Később ezekből a cégekből váltak ki a kifejezetten kommunikációs célú esemény (vagy Event Marketing) ügynökségek

#### 2000-es évek eleje
Az event marketing térhódításával a kommunikációs célú ügynökségek egyre nagyobb szerepet kaptak a kommunikációs piacon. Az event marketing-et ebben az időben BTL (Below The Line) eszközként az ezzel foglalkozó ügynökségeket pedig BTL ügynökségként pozicionálták, akik vonal alatti speciális eszközként tekintettek a kommunikációs célú rendezvényekre. Ebben az időszakban terjedtek el a szponzorációs megjelenések (fesztivál), termékbemutatók és promóciós jellegű események, illetve a kiállítási megjelenéseket is ezek a cégek bonyolították.

#### 2010-es évek
A 2010-es évek felkapott fogalma az „élménymarketing” és „élményközpontú” kommunikáció volt. Az ügyfelek a kommunikációs célú események központjába az élményszerzést állították, így erre reagálva a rendezvényszervező cégek is „élmény ügynökségként” pozicionálták magukat.

#### 2018-tól
Az élő kommunikációs szemlélet nemzetközi térhódításával, ha még nem is tudatosan, de a magyarországi márkatulajdonosok is egyre inkább ezt a szemléletmódot várják el a kommunikációs célú rendezvényekkel foglalkozó ügynökségektől. A márkaaktivitások és employer branding események egyre nagyobb szeletet hasítanak ki a tortából, míg a passzív szponzorációs megjelenéseket is egyre inkább felváltja a márkaaktivizálás. Ma már nincs vállalati rendezvény kommunikációs cél nélkül.

### Ügynökségek
Élő kommunikációval, ahogy a reklámszakma más területeivel, specializálódott élő kommunikációs ügynökségek foglalkoznak. Ők a kommunikációs és reklámszakma részei. Tevékenységük a klasszikus reklámügynökségek munkájához áll közel, kiegészíti azt. A kommunikáció területén az élő kommunikáció szakértői. Általában márka központú megközelítéssel a márka vagy vállalat kommunikációs céljainak teljesüléséhez járulnak hozzá szakértelmükkel. A stratégia alkotás és kreatív koncepciók kialakítása mellett a teljes körű rendezvényszervezési feladatokat is ellátják.
Nem minden rendezvényszervező ügynökség ért az élő kommunikációhoz, de minden „élő kommunikáció”-val foglalkozó ügynökség ért a rendezvényszervezéshez. A „Live Communication” ügynökségeknél, a rendezvényszervezők mellett kommunikációs szakemberek is dolgoznak.

### Szakmai Szervezetek Magyarországon
A kommunikációs célú rendezvényszervező ügynökségek, többnyire két szakmai szervezetben képviseltetik magukat: 
- Magyarországi Kommunikációs Ügynökségek Szövetsége (MAKSZ – BTL szekció)
- Magyarországi Rendezvényszervezők Szövetsége (MARESZ – ügynökségi tagozat)